# Kondajji, Turuvekere
Kondajji là một làng thuộc tehsil Turuvekere, huyện Tumkur, bang Karnataka, Ấn Độ.